# Mingulay
Mingulay är en ö i Storbritannien.   Den ligger i kommunen Yttre Hebriderna och riksdelen Skottland, i den nordvästra delen av landet, 700 km nordväst om huvudstaden London. Arean är 6,4 kvadratkilometer.
Terrängen på Mingulay är lite kuperad. Öns högsta punkt är 267 meter över havet. Den sträcker sig 4,4 kilometer i nord-sydlig riktning, och 3,4 kilometer i öst-västlig riktning.